# Richard Carrier
Richard Cevantis Carrier (Ontario, 1º dicembre 1969) è uno storico e filosofo statunitense.

## Biografia e carriera
Dopo avere prestato servizio per alcuni anni nella Guardia costiera degli Stati Uniti, Richard Carrier ha conseguito il Bachelor of Arts in storia nel 1997 all'Università della California di Berkeley, quindi ha proseguito gli studi alla Columbia University, dove ha conseguito il Master of Arts in storia antica nel 1998 e il Master of Philosophy in filosofia antica nel 2000. Successivamente ha lavorato come assistente bibliotecario alla Columbia University fino al 2003, anno in cui ha iniziato l'attività di storico e filosofo freelance e di scrittore. Nel 2008 ha conseguito il dottorato di ricerca in storia antica alla Columbia University.
Le tematiche religiose hanno avuto molta importanza nella vita di Carrier. Inizialmente educato alla religione cristiana metodista, all'inizio dell'età adulta si è convertito al taoismo; successivamente, dopo avere approfondito gli studi sulla filosofia occidentale, il cristianesimo e le religioni in genere, Carrier si è convertito all'ateismo e al naturalismo.
Carrier ha scritto numerosi articoli e diversi libri su temi storici, filosofici e religiosi. È uno dei redattori del sito internet ateista Internet Infidels, conosciuto anche come Secular Web. Ha preso parte a diversi dibattiti pubblici organizzati da università statunitensi. È apparso anche in tre documentari, The Nature of Existence di Roger Nygard (sul significato della vita), The God Who Wasn't There e Batman & Jesus  (entrambi sull'esistenza storica di Gesù).

## Posizione sul cristianesimo
Carrier è un sostenitore della teoria del mito di Gesù. Nel libro On the Historicity of Jesus presenta una rassegna di tutte le argomentazioni a favore e quelle contrarie all'esistenza di Gesù. Carrier nel libro non afferma di essere certo che Gesù non sia esistito, ma attribuisce alla sua esistenza storica una bassa probabilità, che stima intorno a 1/3. Pur essendosi convertito all'ateismo, egli non era inizialmente interessato al problema dell'esistenza storica di Gesù, che ha approfondito successivamente perché alcune persone gli hanno chiesto di indagare in proposito, commissionandogli un libro sull'argomento.
Carrier ritiene che il cristianesimo sia stato inizialmente una setta ebraica che credeva in una nuova figura spirituale semidivina (una specie di arcangelo) a cui fu dato il nome di Gesù. Successivamente questo essere fu trasformato in una figura storica, con le caratteristiche di un semidio (un essere divino venuto al mondo attraverso una madre umana) e di un maestro simile a un filosofo cinico. Per Carrier, la religione cristiana deriverebbe da un sincretismo fra credenze religiose dell'ebraismo e credenze pagane del mondo ellenistico.
La metodologia e le conclusioni di Carrier in questo campo si sono dimostrate controverse e vengono generalmente respinte dagli specialisti del settore, le sue teorie rientrano appieno nel filone del miticismo.

## Pubblicazioni

### Libri
- Sense and Goodness without God: A Defense of Metaphysical Naturalism. AuthorHouse, 2005
- Not the Impossible Faith, Why Christianity Didn't Need a Miracle to Succeed. Lulu.com, 2009
- Why I Am Not a Christian: Four Conclusive Reasons to Reject the Faith. Philosophy Press, 2011
- Proving History: Bayes's Theorem and the Quest for the Historical Jesus. Prometheus Books, 2012
- On the Historicity of Jesus: Why We Might Have Reason for Doubt. Sheffield Phoenix Press, 2014
- Hitler Homer Bible Christ: The Historical Papers of Richard Carrier 1995–2013. Philosophy Press, 2014
- Jesus from Outer Space: What the Earliest Christians Really Believed about Christ. Pitchstone Publishing, 2020

### Collaborazioni a libri
- Introduzioni a "Epicurus", "Lucretius", "Philodemus", "Second Sophistic", "Soranus of Ephesus" in Encyclopedia of the Ancient World (a cura di Thomas J. Sienkewicz). Salem Press, 2002
- Capitoli: "The Spiritual Body of Christ and the Legend of the Empty Tomb", "The Plausibility of Theft", "The Burial of Jesus in Light of Jewish Law". In The Empty Tomb: Jesus Beyond The Grave (a cura di Robert M. Price and Jeffery Jay Lowder). Prometheus Books, 2005
- Capitolo "Abortion Cannot be Regarded as Immoral". In The Abortion Controversy (a cura di Lucinda Almond). Greenhaven Press, 2007
- Capitoli: "Bayes's Theorem for Beginners: Formal Logic and Its Relevance to Historical Method", in Sources of the Jesus Tradition: Separating History from Myth (a cura di R. Joseph Hoffmann). Prometheus Books, 2010
- Capitoli: "Why the resurrection is unbelievable", "Christianity was not responsible for modern science" in The Christian Delusion (a cura di John W. Loftus). Prometheus Books, 2010
- Capitoli: "Christianity's success was not incredible", "Neither life nor the universe appear intelligently designed", "Moral facts naturally exist (and science could find them)" in The End of Christianity (a cura di John W. Loftus). Prometheus Books, 2011
- Capitolo "How Not to Defend Historicity", in Bart Ehrman and the Quest of the Historical Jesus of Nazareth (a cura di Frank R. Zindler & Robert M. Price). American Atheist Press, 2013
- Gesù resistente Gesù inesistente. Due visioni a confronto (con Fernando Bermejo-Rubio, Franco Tommasi & Robert M. Price). Manni, 2022